# Théâtre Jorge Isaacs
Le théâtre Jorge Isaacs (en espagnol : Teatro Jorge Isaacs) est inauguré à Cali (Colombie) le 26 décembre 1931 en hommage à l'écrivain vallecaucano du même nom, Jorge Isaacs. Ce bâtiment, de style néoclassique français et réalisé par Hermann S. Bohmer, est déclaré monument national en 1984 et rouvre en 1989 après plusieurs années d'abandon.